# Dźwignia

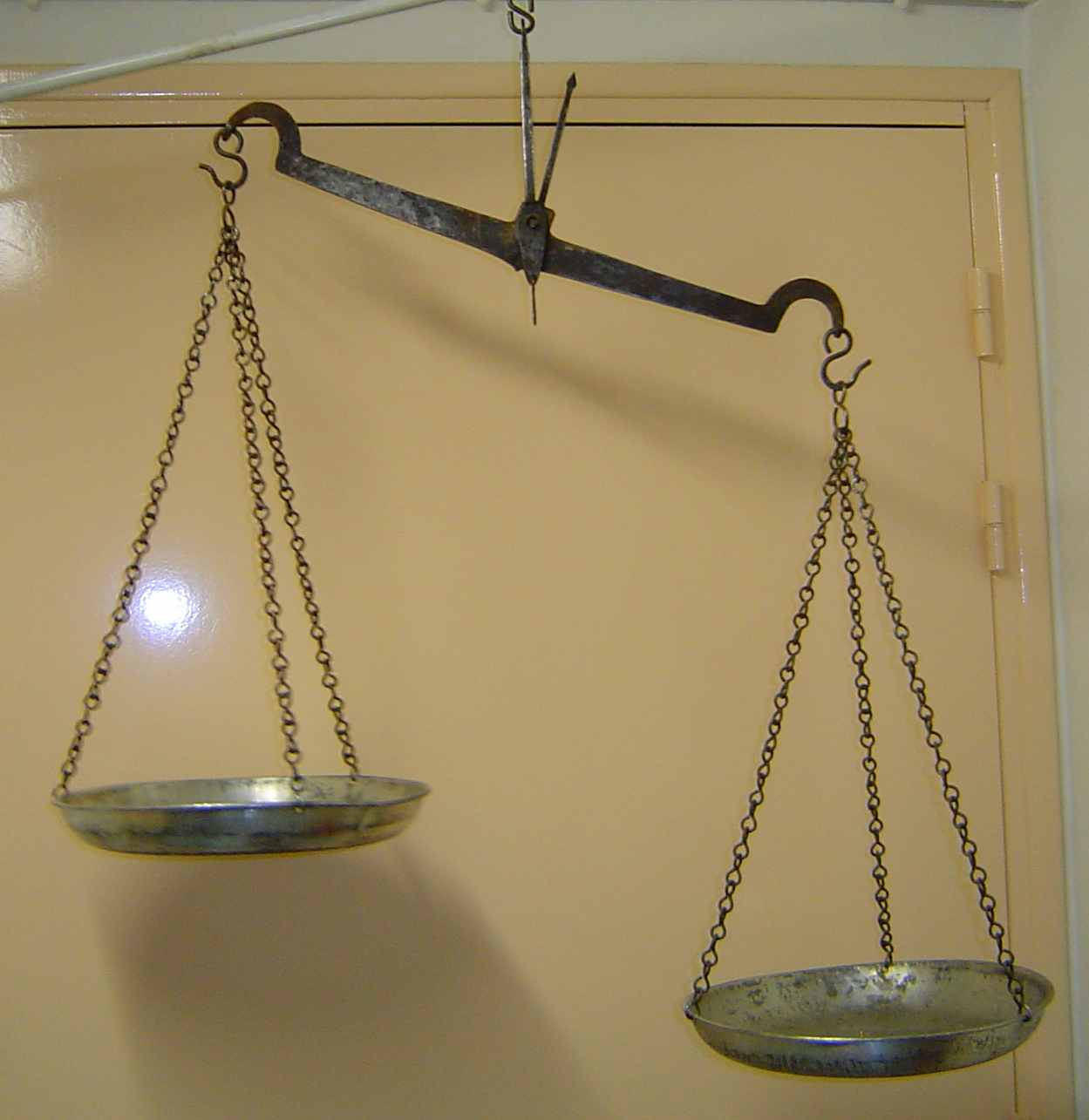
Dźwignia dwustronna równoramienna

Dźwignia – jedna z maszyn prostych, których zadaniem jest uzyskanie działania większej siły przez zastosowanie siły mniejszej. Zbudowana jest ze sztywnej belki zawieszonej na osi. Dźwignia wchodzi w skład wielu mechanizmów, które również często nazywane są w skrócie dźwignią (np. dźwignia zmiany biegów, dźwignia hamulca, dźwignia wycieraczek, dźwignia przerzutki). W zależności od położenia osi względem działających sił rozróżnia się dźwignie dwustronną i jednostronną.

## Dźwignia dwustronna

Rys. 1

W dźwigni dwustronnej (dwuramiennej) siły działają po przeciwnych stronach osi obrotu (rys.1). Odległość od miejsca przyłożenia siły do osi nazywa się ramieniem dźwigni. Dźwignia pozostaje w równowadze, gdy wypadkowy moment sił przyłożonych do niej wynosi 0. Dla sytuacji z rys.1 można zapisać to równaniem
{\displaystyle {\vec {r}}_{1}\times {\vec {F}}_{1}+{\vec {r}}_{2}\times {\vec {F}}_{2}=0}
gdzie
{\displaystyle {\vec {F}}_{1},\,\,{\vec {F}}_{2}} – działające siły,
{\displaystyle {\vec {r}}_{1},\,\,{\vec {r}}_{2}} – ich ramiona.

### Przekładnia dźwigni
Ponieważ ramiona dźwigni są również ramionami odpowiednich sił (są do nich prostopadłe) można równanie dźwigni zapisać niewektorowo
{\displaystyle \ F_{1}r_{1}-F_{2}r_{2}=0}
skąd wynika wzór na tzw. przekładnię dźwigni
{\displaystyle {\frac {F_{2}}{F_{1}}}={\frac {r_{1}}{r_{2}}}}
Ze wzoru tego wynika, że siła przyłożona do dźwigni jest odwrotnie proporcjonalna do długości jej ramienia. Przekładnia dźwigni, czyli stosunek długości ramion dźwigni, informuje o tym, jaki jest zysk siły, czyli ile razy większą siłę F2 można uzyskać działając siłą F1.

#### Przykład
W przykładzie podanym na rys.1 przekładnia wynosi 3 (9:3), z czego wynika, że działając np. siłą 10 N można zrównoważyć siłę 30 N, lub ciężar ciała o masie 1 kg położonego z lewej strony zrównoważy ciężar ciała o masie 3 kg z prawej strony. Zrównoważenie ciężaru umożliwia z kolei podniesienie tego ciała w górę ruchem jednostajnym.

### Ramię dźwigni

Rys. 2

Rys. 3

W sytuacji pokazanej na rys.1 ramię siły, ramię dźwigni i odległość od punktu przyłożenia siły do osi są takie same. Nie zawsze musi być to spełnione. Jeżeli ciało o ciężarze F2 będzie unoszone w górę przez siłę F1 działającą pionowo w dół, wówczas po chwili znajdzie się w pozycji jak na rys.2. Ramiona sił l1 i l2 uległy wyraźnemu skróceniu w stosunku do długości wektorów r1 i r2 o czynnik równy kosinusowi kąta nachylenia dźwigni. Mimo to przekładnia dźwigni nie uległa zmianie, ponieważ stosunek długości
{\displaystyle {\frac {l_{1}}{l_{2}}}={\frac {r_{1}}{r_{2}}}}
nie uległ zmianie.
Może zajść jednak inna sytuacja, gdy naciskamy siłą prostopadłą do dźwigni a ciężar F2 pozostaje pionowy (rys.3). Wówczas ramię siły F2 ulega skróceniu podczas gdy ramię siły F1 pozostaje niezmienione. W tym przypadku przekładnia dźwigni ulega zmianie zgodnie ze wzorem
{\displaystyle {\frac {F_{2}}{F_{1}}}={\frac {l_{1}}{l_{2}}}={\frac {r_{1}}{r_{2}\cos \alpha }}}
Ponieważ l2 jest krótsze od r2, przekładnia dźwigni trochę się zwiększa.

### Praca

Rys. 4

Z zasady zachowania energii wynika, że użyteczna praca wykonana przy użyciu dźwigni (praca siły F2) nie może być większa od pracy włożonej (praca siły F1). Rozważając pracę sił prostopadłych do dźwigni można zapisać
{\displaystyle \ W=F_{1}s_{1}=F_{2}s_{2}}
gdzie s1 i s2 są długościami łuków, wzdłuż których działają te siły. Wynika stąd, że
{\displaystyle {\frac {F_{1}}{F_{2}}}={\frac {s_{2}}{s_{1}}}}
Z rys.4 widać, że długości łuków są proporcjonalne do długości ramion dźwigni
{\displaystyle {\frac {s_{2}}{s_{1}}}={\frac {r_{2}}{r_{1}}}}
a stąd z kolei wynika, że
{\displaystyle \ F_{1}r_{1}=F_{2}r_{2}}
co jest zgodne z równaniem dla tej dźwigni.

## Dźwignia jednostronna

Rys. 5

Dźwignia jednostronna (jednoramienna) różni się od dwustronnej miejscem położenia osi obrotu względem sił (rys.5). W jednostronnej obie siły znajdują się po tej samej stronie osi. Warunek równowagi pozostaje taki sam, jak dla dźwigni dwustronnej, zatem musi ulec odwróceniu zwrot jednej z sił. Jeżeli dźwignia ta ma służyć np. do podnoszenia ciężarów, wówczas należy siłą F1 działać w górę, zamiast naciskać w dół, jak to było w dźwigni dwustronnej. Wszystkie wzory oraz uwagi dotyczące dźwigni dwustronnej odnoszą się również do tej dźwigni.

## Zastosowania
Oba rodzaje dźwigni są powszechnie stosowane jako elementy mechanizmów lub jako samodzielne urządzenia. Jednym z najprostszych przykładów jest łom, który w zależności od sposobu użycia może być dźwignią jedno- lub dwuramienną. Co więcej, w trakcie obrotu podczas pracy, zmienia się położenie osi, przez co zmienia się również przekładnia. Często urządzenia wykorzystujące zasadę dźwigni nazywane są potocznie lewarkiem od angielskiego terminu lever oznaczającego dźwignię. Ze sztuk walki znany jest chwyt dźwignia wykorzystujący tę samą zasadę.
Klamka, dziadek do orzechów, klamka hamulcowa roweru, taczka, obcęgi to tylko kilka przykładów licznych zastosowań dźwigni.
Archimedes użył słów: Dajcie mi dostatecznie długą dźwignię i punkt podparcia, a poruszę Ziemię.